# Tania Orloff
 (janvier 2016).
- Si vous ne connaissez pas le sujet, laissez ce bandeau (vous pouvez alors contacter les auteurs).
- Si vous supprimez le contenu mis en cause (vous pouvez préalablement contacter les auteurs),

argumentez précisément cette suppression dans la page de discussion
(un manque de référence n'est pas un argument ; une recherche réelle de référence doit avoir été effectuée, être formellement documentée).
Pour les articles homonymes, voir Orloff.
Tatyana Orloff, dit Tania Orloff, un personnage de fiction apparaissant dans Bob Morane. Elle est la nièce de l'Ombre jaune, alias Monsieur Ming, un des plus dangereux ennemis du héros.

## Caractéristiques du personnage
Tania Orloff est une eurasienne d'une beauté sage, au caractère sans reliefs. 
Elle est très vaguement associée aux activités louches de son oncle. Il y a entre cette enfant unique de la sœur de Monsieur Ming et Bob Morane un amour platonique, les deux êtres étant en fait trop semblables. Bob Morane la surnomme « petite fille », comme il appelle du reste toutes les jeunes femmes qui traversent ses aventures. Les défauts de Tania Orloff résident dans ses qualités ; elle pourrait être une sœur pour Bob, elle n'a pas le charisme de Miss Ylang-Ylang, la seule femme qui subjuguera vraiment Bob Morane.
Tania Orloff trouve toujours le moyen, au moment le plus catastrophique, de sauver Morane des griffes de l'Ombre jaune sans que ce dernier ne sache que sa nièce joue double jeu. Leurs rencontres sont toujours très furtives, sauf dans Le Châtiment de l'Ombre jaune où elle devient « les yeux » de Bob Morane.
L'amour entre Tania et Bob est un amour que l'on pourrait qualifier d'avorté. Le vrai rôle d'amoureuse sera dévolu plus tard à Miss Ylang Ylang, qui, elle-aussi, n'hésite pas à contrecarrer ses propres plans pour sauver Bob Morane. Plus femme que « petite fille », Miss Ylang Ylang n'hésite pas, de plus, à faire preuve d'une certaine jalousie face aux autres amitiés féminines de son ennemi favori.